# Parafia Wniebowstąpienia Pańskiego w Żyrardowie
Parafia Wniebowstąpienia Pańskiego w Żyrardowie – rzymskokatolicka parafia znajdująca się w dekanacie Żyrardów, w diecezji łowickiej. Powstała w 1976 r. 
Pierwszym proboszczem parafii został w 1976 r. ks. kan. Witold Jaworski. Od 2020 r. proboszczem jest ks. kan. dr Adam Domański.  
Kościół poewangelicki został zbudowany w latach 1896–1906 w stylu neogotyckim według projektu Pawła Hosera, konsekrowany w 1976 r. Mieści się przy ulicy Żeromskiego.